# Lissonota albicaudata
Lissonota albicaudata là một loài tò vò trong họ Ichneumonidae.